# Sierra Madre Occidental
La Sierra Madre Occidental es una cadena montañosa que abarca todo el noroeste mexicano y el extremo suroccidental de los Estados Unidos.
En sus 1500 km de largo recorre Arizona, parte de Sonora, Chihuahua, Sinaloa, Durango, Nayarit, Zacatecas, Aguascalientes y Jalisco, lugar donde se une al Eje Volcánico Transversal de México. 
La sierra tiene una extensión de 289 000 km² y ocupa la sexta parte del territorio mexicano. Su anchura en promedio es de 150 km, con alturas de hasta 3000 metros sobre el nivel del mar.
Transversalmente, estas sierras son atravesadas por el Ferrocarril de Chihuahua al Pacífico y un Tren Turístico también llamado Chepe.

## Clima

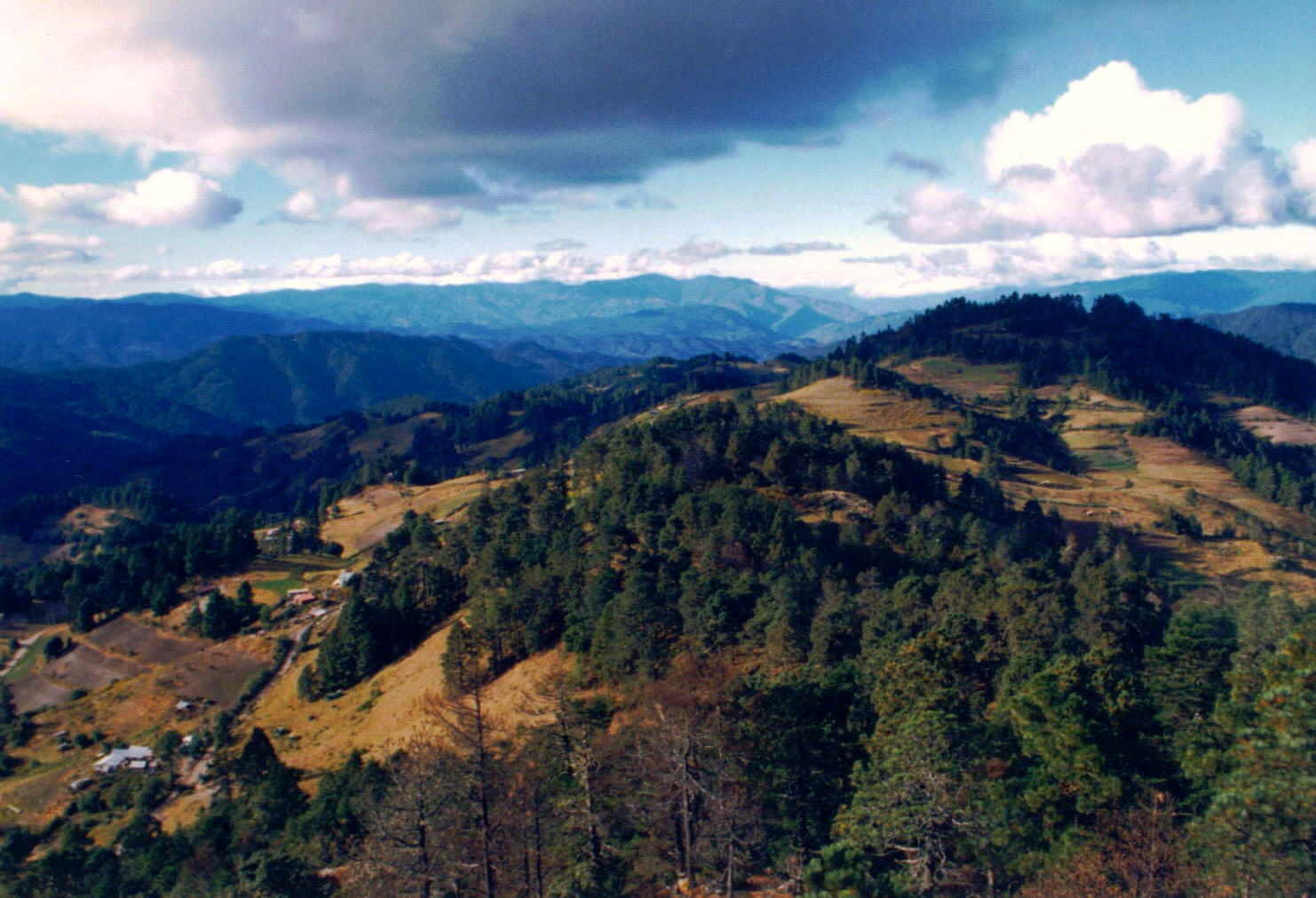
Panorama de la Sierra Madre Occidental

El terreno es escarpado en varias regiones, lo que hace que las variaciones de temperatura sean extremas. En la cima de las barrancas, el clima es frío (llegando en invierno a los -20 °C y en verano a los 20 °C de promedio), y en el valle templado o cálido (en invierno 10 °C de promedio, alcanzando los 40 °C en verano).

## Flora

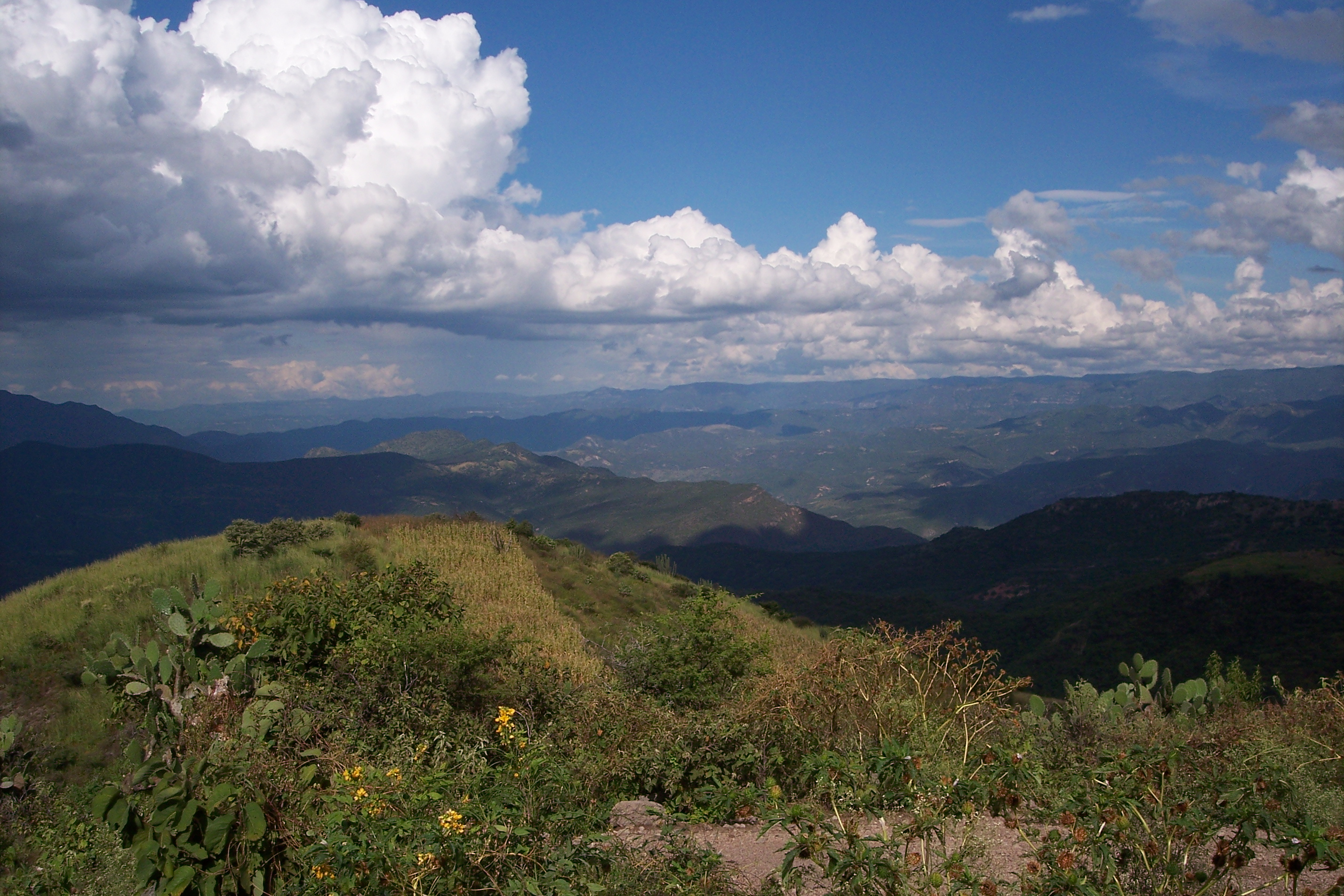
Paisaje de la Sierra Madre Occidental.

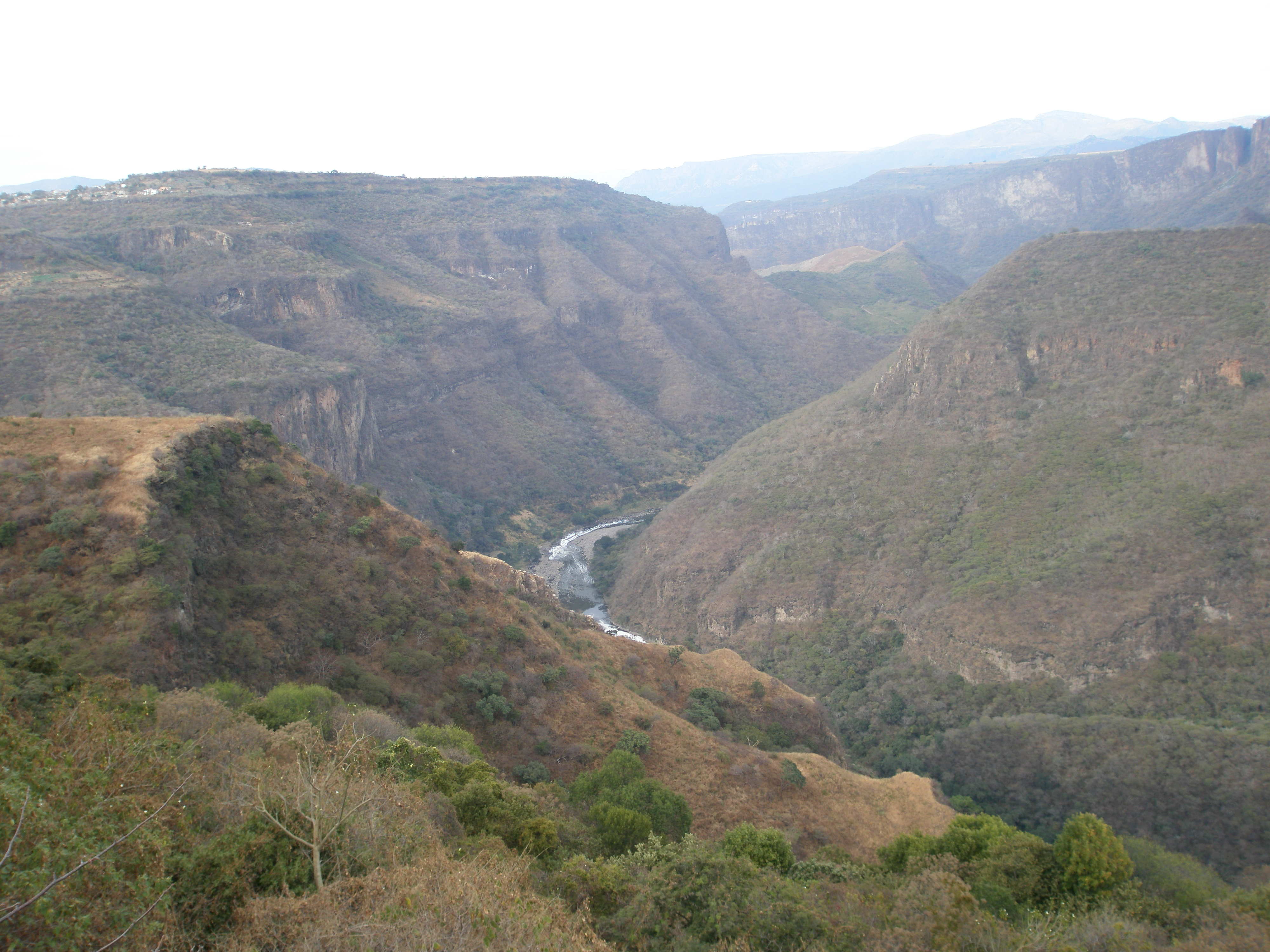
Barranca de Huentitán en Jalisco, el comienzo de la Sierra Madre Occidental.

La Sierra Madre Occidental es el pulmón de la zona norte de México; cubierta por grandes bosques mixtos de pino-encino, de pinos, encinas y oyamel, en los últimos años ha sufrido un grave deterioro. La cadena alberga numerosas especies endémicas, con una amplia variedad de flora y fauna. Según el Biodiversity Management of the Madrean Archipelago Report de 1994, hasta esa fecha la Sierra Madre Occidental contaba con más de siete mil especies de plantas, de las cuales cuatro mil eran endémicas. Mientras que otras zonas boscosas del mundo cuentan sólo con cuatro o cinco especies de pinos en cada ecosistema, en la Sierra Madre Occidental se encuentran quince diferentes, más unas 25 de encinas. Sin embargo, la tala forestal inmoderada de los últimos 120 años ha deteriorado considerablemente el ecosistema, acabando con numerosas especies y poniendo a otras al borde de la extinción. Estudios realizados por J. Martjan Lammertink, Jorge A. Rojas Tomé, Federico M. Casillas Orona y Roger L. Otto permitieron determinar que prácticamente todo el bosque de la Sierra Madre Occidental ha sido sometido a programas de aprovechamiento forestal.

## Fauna
En la Sierra existen cuando menos 517 especies de fauna: 290 de aves, 70 de mamíferos, 87 de reptiles, 20 de anfibios y 50 de peces. Entre los mamíferos sobresalen la ardilla, el zorrillo, varias especies de murciélagos, el coyote, el armadillo, el venado cola blanca, la comadreja, el jabalí, el tejón, el puma, el jaguar, el ocelote  y el gato montés. Aunque están en peligro de extinción, todavía existen en lo más recóndito de la Sierra Tarahumara el puma y el oso negro.
De las aves, 24 especies son endémicas. 10 están en peligro de extinción; entre ellas, la guacamaya verde, la cotorra serrana, la coa, el águila real y el halcón peregrino. Ciertos estudios incluyen también al trogón orejón, el búho manchado y la chara pinta entre las aves en peligro de extinción. 
De los reptiles, 22 especies son endémicas y de los anfibios doce tienen ese carácter. Entre los peces de agua dulce, algunos comestibles, destacan la trucha arcoíris, Eleotris picta, la Cichlasoma beani y peces de la familia poeciliidae y Eleotridae.

## Vegetación de las tres zonas en la sierra

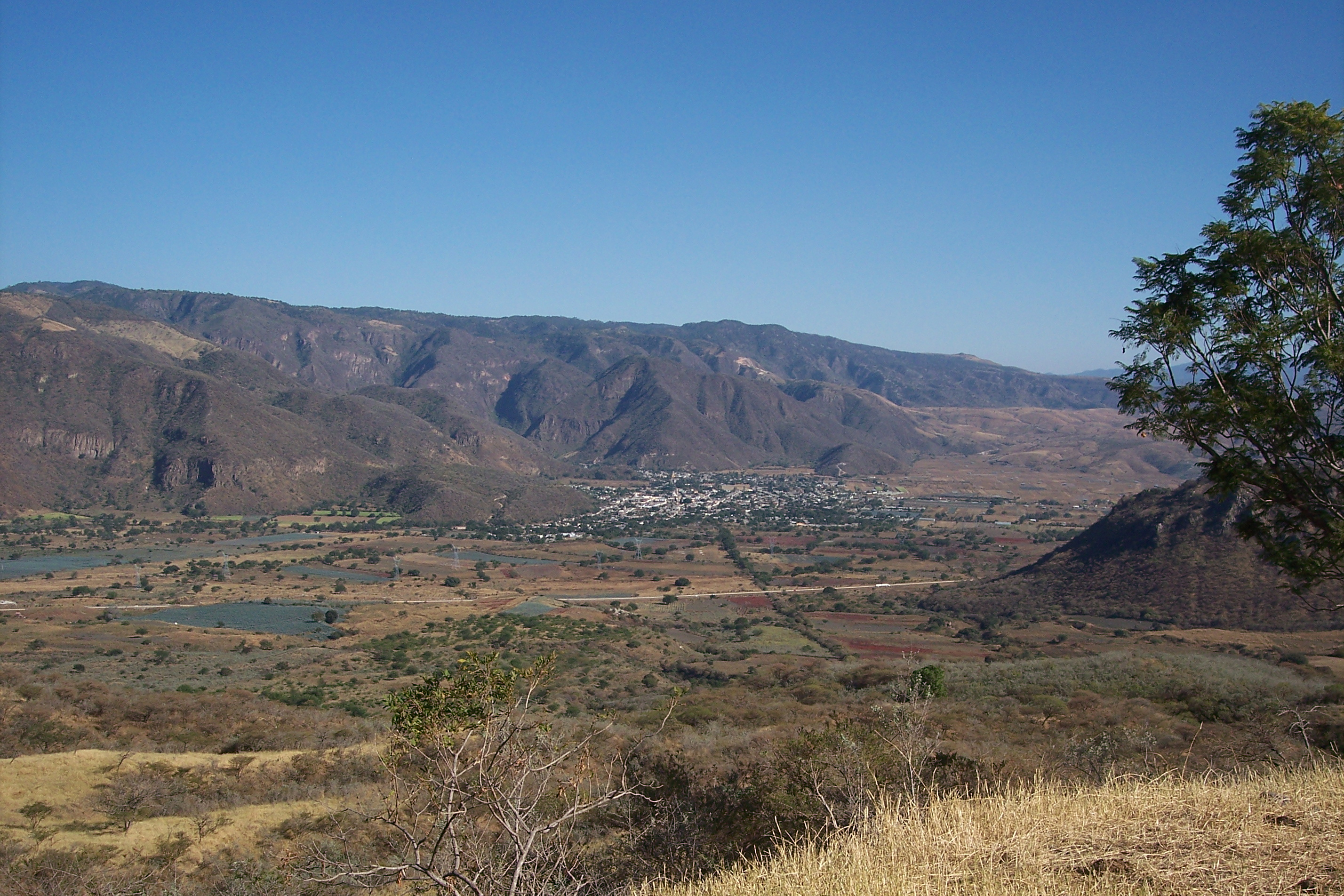
Paisaje de la Sierra Madre Occidental en Nayarit.

### Alta Tarahumara

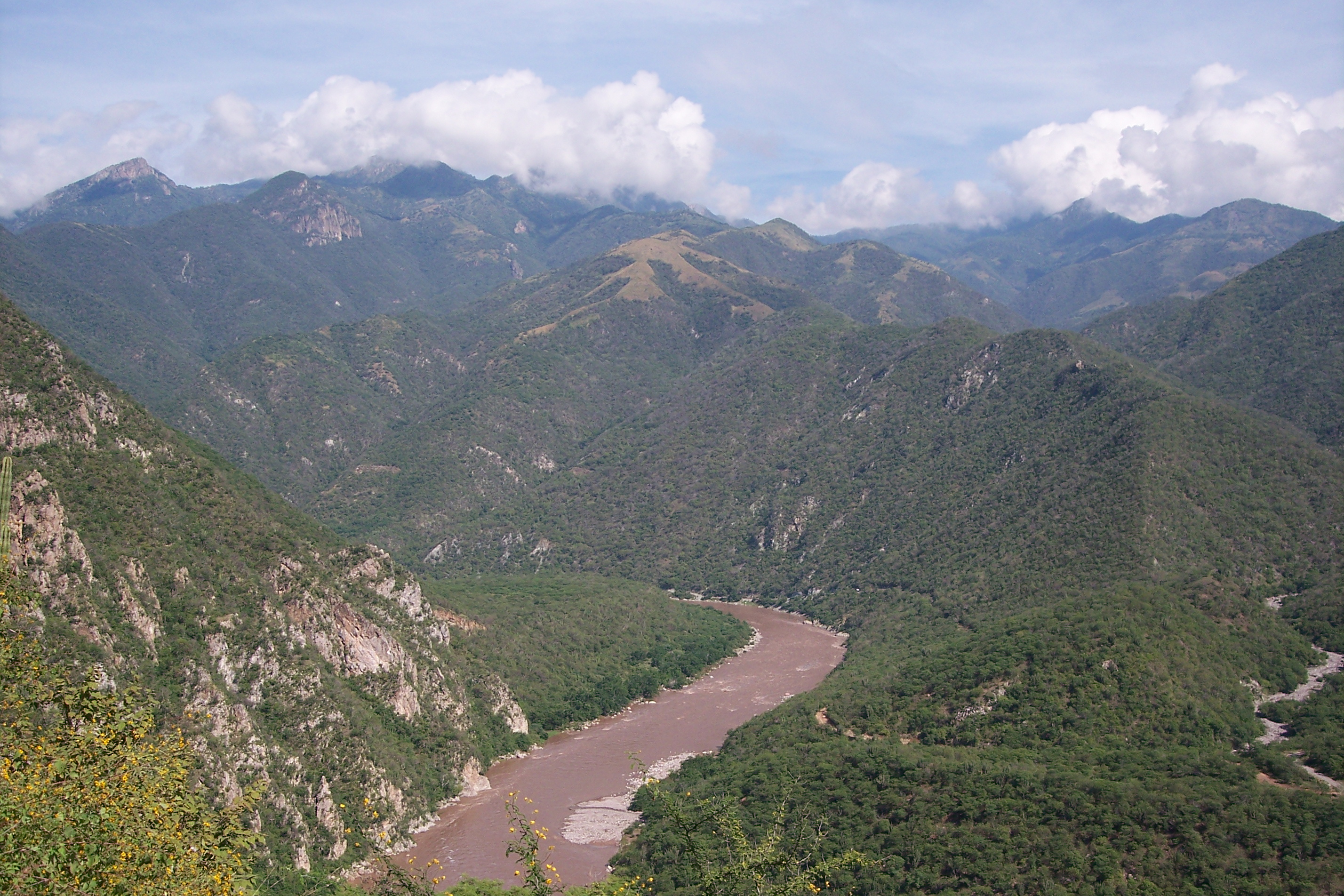
El río Santiago a su paso por los límites del estado de Nayarit y Jalisco; a un lado, la Sierra Madre Occidental.

Vegetación potencialbosque de coníferas y encinos (100%)
Temperatura media anualcálida (4,92%), templada (64,41%)
Precipitación400 a 600 mm (16,99%), 600 a 800 mm (83%)
Humedadsemiárida (6,81%), subhúmeda (23,81%)